# Genetta cristata
Genetta cristata (генета гребінчаста) — вид хижих ссавців з родини Віверові (Viverridae). Ендемік Нігерії і Камеруну. Був записаний від р. Нігер на схід до р. Санага, але є також записи виду на захід від дельти Нігера. Гобер та ін. (2006) дають звіти, які показують що діапазон поширення цього виду простягається більш ніж на 500 км на південь від р. Санага в південному Камеруні, Габоні та Республіці Конго, а також на 180 км на захід від відомого діапазону в Нігерії. Населяє чагарникову низьку заплутану рослинність і голу землю під деревами у високих листяних лісах. Іноді, також зустрічається у середніх і гірських лісах.

## Загрози та охорона
Вплив вторинних лісів, плантацій та приміських зон на вид негативний. Ймовірно також потерпає через високий тиск мисливства. Не відомо чи цей вид зустрічається в будь-якому з охоронних районів, але може трафитись у Кросс-Ріверському національному парку (Нігерія).